# Косівський музей Гуцульщини
Косівський музей народного мистецтва та побуту Гуцульщини — філія Національного музею народного мистецтва Гуцульщини та Покуття імені Йосафата Кобринського. Музейна філія знаходиться в м. Косові Івано-Франківської області.

## Історія
Косівський музей народного мистецтва та побуту Гуцульщини був відкритий на основі приватної колекції подружжя Сагайдачних. Художник, скульптор, педагог, професор Євген Сагайдачний п'ятнадцять  років свого життя, аж до самої смерті, присвятив дослідженню народного мистецтва Гуцульщини.
З 1947 року Євген Якович разом із дружиною Зоєю Антонівною, переїхавши до Косова, вивчали цей регіон, зібрали чимало творів народного мистецтва, на базі яких згодом народився і виріс Косівський музей народного мистецтва та побуту Гуцульщини. Крім того, Євген Сагайдачний викладав у Косівському училищі прикладного мистецтва.
Практично всі свої гроші двійко літніх інтелігентів витрачали на купівлю найкращих зразків народного гуцульського мистецтва, прирікаючи себе на нестатки і вбоге матеріальне життя. Вони створили у себе вдома справжній музей, який став Меккою для мистецтвознавців і художників звідусіль.
Будучи художником-етнографом за покликанням та глибоко оцінюючи значимість заповідного гуцульського краю в цілому, Сагайдачний зобов'язав дружину займатися зарисовками народного традиційного одягу за прикладом знаменитої Олени Кульчицької. 
Зоя Антонівна продовжила розпочату Кульчицькою працю. Захоплена творчою роботою, Сагайдачна виконала понад сто багатоманітних зарисовок кептарів з кількох сіл Гуцульщини, які вирізняються своєю барвою, рисунком та композицією. Зараз ці роботи зберігаються у запасниках Косівського музею народного мистецтва та побуту. Євген Сагайдачний разом з дружиною відвідав дуже багато гірських сіл, зібрав чимало старовинних гуцульських речей, цінного фольклорного матеріалу для колекції музею.
Подружжя Сагайдачних за кілька років перебування на Гуцульщині зібрало унікальну колекцію виробів народних ремесел та старожитностей. Не кожен музей, не кажучи про приватні колекції, міг похвалитися такою популярністю, як зібрання Євгена Сагайдачного.
В усі пори року, а найбільше влітку, до нього приїжджали десятки художників, мистецтвознавців, студентів з усіх кінців колишнього СРСР, з Москви, Києва, Єревану, Риги, Таллінна тощо. Його квартира, де містилися скарби гуцульського ремесла, перетворилася на своєрідний музей. Про унікальну колекцію Сагайдачних, яка на той час налічувала близько двох тисяч зразків, писали статті у пресі, знімали телепередачі.
У 1970 році, через кілька років по смерті Є. Я. Сагайдачного, у Косові був відкритий музей народного мистецтва і побуту. Через рік він став відділом Коломийського музею народного мистецтва Гуцульщини, був розташований в Москалівській греко-католицькій церкві Св. Василія. Відкриття музею збіглося з періодом, коли церкви ставали недіючими, тобто забороненими для віруючих. Церковний комплекс став одним із найцінніших експонатів і, одночасно, гармонійним тлом для творів народного декоративно-ужиткового мистецтва.
В кінці 1990 року будівлю музею було передано вірянам відновленої Греко-Католицької церкви, 2009 року під час пожежі ця церква повністю згоріла.
Експонати, документацію, інвентар музею було переведено у двоповерховий мурований будинок  – пам'ятку історії, так званий Рабинів мур, на центральній площі міста. В 1918 році в цьому будинку розміщався орган самоврядування (адміністрація), який відіграв важливу роль у налагодженні господарського, політичного та культурного життя Косова в період існування ЗУНР. Однак він був ліквідований під час польської агресії в Галичину. Після Другої Світової війни приміщення займало училище прикладного мистецтва, різні державні установи.

## Колекція
Збірка музею налічує близько 6 тисяч експонатів, датованих XIX—ХХ ст. Представлено основні види гуцульських народних промислів: художня обробка дерева, кераміка, ткацтво, ліжникарство, металеві вироби, обробка шкіри, вишивка. Окрему цінність становить велика колекція малюнків Євгена Сагайдачного. Експозиція музею представлена в чотирьох залах. В першому залі представлено комплекти одягу різних сіл Косівського району, шкіряни вироби та деталі інтер'єру гуцульського житла. Другий зал присвячений косівській кераміці. Серед експонатів — твори знаменитої Павлини Цвілик. У третьому залі експонуються вироби з дерева: бондарство, випалювання, різьба та інкрустація. Представлено декілька робіт Юрія Шкрібляка з синами. Четвертий зал присвячений художньому ткацтву. Крім постійної експозиції в музеї діє виставковий зал, де щомісяця експонуються виставки творів сучасних художників, майстрів та фотографів.

## Діяльність
Співробітниками музею здійснюються етнологічні дослідження, польові експедиції, організовуються культурно-мистецькі заходи (виставки, презентації, творчі зустрічі, лекції, майстер-класи), налагоджується зв'язок із народними митцями, іншими носіями традиційної культури та її дослідниками. Мета діяльності музею — вивчення та популяризація серед широкого загалу гуцульської традиційної культури. Окрема сфера діяльності музею — освітня робота із школярами та студентами. Заклад пропонує низку тематичних заходів для наймолодшої аудиторії — інтерактивні заняття, квести та майстер-класи.